# The Better Angels of Our Nature
The Better Angels of Our Nature: Why Violence Has Declined (Nederlandse vertaling: Ons betere ik, waarom de mens minder geweld gebruikt) is een boek uit 2011 van de Amerikaanse psycholoog Steven Pinker.

## Inhoud
Pinker poneert de afname van geweld door de eeuwen heen. Hij verklaart deze ontwikkeling doordat er in de middeleeuwen steeds meer natiestaten ontstonden en geld en handel het contact tussen mensen bevorderden. Het analfabetisme nam vervolgens sterk af door de uitvinding van de boekdrukkunst. 
Doordat het gewone volk door middel van fictiedrama van een steeds grotere wereld kennis kon nemen, ontstond er, ten tijde van de Verlichting meer begrip voor de ander. Meer empathie, betoogt Pinker, vermindert de behoefte aan wreedheid. Zelfbeheersing en een zuiverder moreel kompas maken ons, aldus Pinker, betere mensen (better angels).

## Kritiek
In The Darker Angels of Our Nature, verschenen in 2021, onderzochten zeventien historici de these van Pinker voor diverse geografische gebieden. Ze kwamen tot de conclusie dat de niet-gewelddadige moderniteit een mythe is.